# Franco Battiato
Franco Battiato, geboren als Francesco Battiato (Ionia, 23 maart 1945 – Milo, 18 mei 2021), was een Italiaanse zanger, gitarist, liedjesschrijver en filmmaker (regisseur). Battiato wordt door de journalist en muzikant Fabio Zuffanti beschouwd als een van de grootste Italiaanse componisten, op hetzelfde niveau als Giuseppe Verdi, Giacomo Puccini en Antonio Vivaldi. Hij was onder het pseudoniem Süphan Barzani ook schilder. Aanvankelijk maakte hij etnische muziek, progressieve rock en lichte muziek, om ten slotte zelfs bij opera en klassieke muziek te belanden. Vanaf de late jaren zeventig werkte hij vaak samen met de Italiaanse violist Giusto Pio, zowel in de studio als bij optredens. Giusto Pio was tevens componist en orkestdirigent bij het RAI orkest van Milaan. Battiato speelde synthesizer, keyboards, gitaar, piano en soms viool.

## Privéleven
Hij groeide op in Ionia, na de Tweede Wereldoorlog Riposto geheten, vlak bij de vulkaan de Etna en deed zijn secundair onderwijs in het Liceo Scientifico "Archimede" te Acireale. Zijn familie bestond vooral uit vissers. Als kind was hij linkshandig. Francesco had twee broers, waarvan één zeer jong gestorven is. Zijn vader, Salvatore Battiato, een vrachtwagenchauffeur en havenarbeider in New York, overleed toen Francesco 18 jaar was. Hierna verhuisde Battiato in 1964 eerst naar Rome. Hij onderbrak zijn studies aan de universiteit om te kiezen voor een muzikale carrière. Op 22-jarige leeftijd trok hij naar Milaan, waar hij korte tijd later zijn eerste contract met een platenfirma afsloot. Franco Battiato was zeer gehecht aan zijn moeder Grazia Patti, die in 1994 overleed. Alhoewel hij in zijn vaderland beroemd en geliefd was, hield hij nooit van het mondaine leven. Franco Battiato was vrijgezel en had geen kinderen. Hij was vegetariër, maar heeft als jongere wel gerookt.
Na decennia in Milaan gewoond te hebben keerde hij terug naar de streek van zijn voorouders, namelijk het gebied rond de Etna in het dorpje Milo. Hij vond er vaak inspiratie in dit unieke landschap.
In 2015 kwam hij bij een optreden in Bari op het podium ten val waarbij hij zijn dijbeen brak. Dit genas goed, en hij trad in 2016 weer op. In november 2017 deed hij een val, waarbij hij zijn bekken brak en werd duidelijk dat de zanger ernstig ziek was. Hij woonde in Milo op Sicilië. Zijn broer Michele en zijn schoonzus zorgden voor hem. Volgens hen was er sprake van een langzaam herstel van Franco's gezondheid en schilderde de kunstenaar dagelijks. Op 22 maart 2019 gaf hij ter gelegenheid van zijn 74e verjaardag en het verschijnen van de CD Fleurs als vinyl LP een korte geschreven verklaring aan de pers. "Mijn gezondheid is beter en door te schilderen voel ik me weer op mijn gemak. Ik schrijf een nieuw liedje".
Franco Battiato geloofde vast in een transcendente wereld, waarmee hij contact had. Hij vertelde in een interview dat hij in een vorige reïncarnatie in de 19e eeuw leefde. Mystiek en vooral de ideeën van George Gurdjieff vormden een belangrijk aspect van zijn leven. Het soefisme en het boeddhisme leerde hij kennen via een reis naar Turkije en een verblijf van drie maanden in Nepal. Hij bezocht ook India.
Battiato overleed in 2021 op 76-jarige leeftijd. Zijn familie heeft zijn gezondheidstoestand steeds als een deel van zijn privéleven beschouwd. De uitvaartplechtigheid vond de dag na zijn overlijden plaats in besloten kring.
Op het muziekfestival van Sanremo in 2022 Festival werd hulde gebracht aan Raffaella Carrà, Franco Battiato en Lucio Dalla. In Milo, waar beide artiesten gewoond hebben, werd op 12 augustus 2022 een standbeeld onthuld dat de zangers Franco Battiato en Lucio Dalla voorstelt.

## Beginperiode: 1964 tot 1979
Franco Battiato wordt beschouwd als een van de belangrijkste, invloedrijkste en origineelste persoonlijkheden in de Italiaanse muziek sinds de jaren zeventig. Battiato heeft zich altijd met vele muziekstijlen ingelaten en ze gecombineerd in een eclectische benadering. In zijn beginperiode in de jaren zestig was hij eerst een protestzanger, daarna had zijn muziek een meer romantisch karakter. In Milaan sloot hij vriendschap met zanger en acteur Giorgio Gaber. In deze periode bracht hij singles uit zoals L'amore è partito (een cover van het liedje van Beppe Cardile) en E piu ti amo (cover van een nummer van Alain Barrière 1965). La torre / Le reazioni en Triste come me / Il mondo va così (1967) en E l'amore / Fumo di una sigaretta (1968) en Bella ragazza / Occhi d'or (1969) waren de volgende singles.
Zijn eerste televisieoptreden kwam op 1 mei 1967. Hij werd uitgenodigd voor het tv-programma Diamoci del tu, gepresenteerd door Caterina Caselli en Giorgio Gaber. In dezelfde aflevering van het programma trad ook de nog onbekende Francesco Guccini op. Op vraag van Guccini veranderde Battiato, die zich tot dan toe Francesco liet noemen, zijn artiestennaam in Franco Battiato, om niet met Guccini verward te worden.
E l'amore (Het is de liefde), een liedje dat hij schreef in 1968, was een bescheiden succes. Battiato verkocht 100.000 exemplaren van deze single, wat weinig was in die tijd, maar toch een mooi cijfer voor een debutant. Toch voelde hij zich gefrustreerd. Hij had immers een afkeer van het gebruik van cliché's zoals "ik voel me droef, zonder jou" of "zulke mooie blauwe ogen" Hij consulteerde een psychoanalyticus, maar die begreep hem niet. Franco Battiato vertrok dan naar Londen en kocht er een synthesizer.
In 1970 ontmoette hij de experimentele componist en muzikant Juri Camisasca en werkte hij samen met de progressief-psychedelische rock band Osage Tribe, dat in 1972 het album Arrowhead uitbracht.
In de jaren zeventig groeide zijn bekendheid in Italië door avant-gardistische composities en optredens voor televisie. Beginnend met elektronische progressieve rock met enige nadruk op stemmen, werd zijn musiek steeds experimenteler, geleidelijk evoluerend naar musique concrète en minimalisme: Foetus (1971), Pollution (1972), Sulle Corde di Aries (1973), Clic (1974) and M.elle le “Gladiator” (1975).
Zo was Fetus (Foetus) elektronisch, onder invloed van Stockhausen, alhoewel er ook kinderstemmen, fragmenten van walsmuziek en een Napolitaans volkslied in verwerkt waren. De hoes van Fetus werd eerst verboden omdat het een foetus in de baarmoeder toonde. Het album Pollution (Vervuiling) uit 1972, is het meest toegankelijke album uit Batiato's progressieve experimentele periode en het bereikte de negentiende plaats in de Italiaanse hitparade voor LP's. Hij verwerkte in dit album onder andere een echo van walsmuziek in de stijl van Johann Strauss met eigentijdse elementen.
Op het einde van de jaren zeventig werd Battiato in het buitenland een kultfiguur en trad op als opening act bij concerten van Brian Eno en Nico. Keyboards werden toen belangrijker en zijn muziek evolueerde naar synthetische pop.

## De grote successen (1980 - 1982)

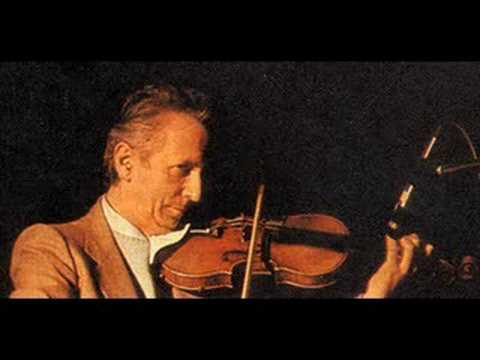
Giusto Pio, medewerker van Battiato in de jaren 1970 en 1980

Het album Patriots (1980) betekende het eerste commerciële succes. De nummers Up Patriots to Arms en Prospettiva Nevski (geïnspireerd door de gelijknamige laan in Sint-Petersburg) werden klassiekers. Le aquile was een nummer geïnspireerd op de roman Statue d'acqua, van de Zwitserse schrijfster Fleur Jaeggy.
De inspiratie voor het nummer Up Patriots to Arms kwam in 1975, toen Battiato in een pub in Birmingham een grote affiche zag met dit opschrift. Eerst vond hij deze slogan komisch, maar daarna bedacht hij dat zulke zin, met een positieve interpretatie, een aansporing kon zijn om te beginnen met iets nieuws en veranderingen tot stand te brengen. Intussen was Battiato een nationaal bekend figuur geworden die regelmatig als zanger of deelnemer aan praatprogramma's op RAI televisie te zien was.
Franco Battiato bracht in 1981 La voce del padrone uit (de titel is een ironische zinspeling op het platenlabel His Master's Voice), de eerste Italiaanse lp waarvan meer dan een miljoen exemplaren verkocht werden. Het nummer Cuccurucucu van deze LP leent het refrein van het liedje Cucurrucucu paloma van Tomás Méndez. Het bevat ook verwijzingen naar de Britse bands The Beatles en de Rolling Stones. Het rocktijdschrift Rolling Stone zette La voce del Padrone op de tweede plaats in de top honderd van de beste Italiaanse albums ooit.
In 1982 werd het nummer Centro di gravita' permanente erg populair. Battiato noemde de reactie van het publiek bij live optredens hallucinant. Centro di gravita permanente is gebaseerd op de theorie van de filosoof Georges Ivanovič Gurdjieff, en gaat over de zoektocht naar een innerlijk stabiel zwaartepunt, dat essentieel is voor het beheersen van emotionele en irrationele driften.

## Van Eurovisiesongfestival tot klassieke opera en film
Samen met Alice deed hij mee aan het Eurovisiesongfestival 1984 met het lied I treni di Tozeur (De treinen van Tozeur). Tozeur is een stad in een Tunesische oase. In de omgeving van deze plek bevindt zich een zoutmeer (citaat: distese di sale). Op het einde van het lied zongen drie achtergrondzangeressen enkele woorden uit de opera De Toverfluit van Mozart, wat controversieel was. De Nederlandse omroep TROS, (welke onderdeel is van de Nederlandse publieke omroep) maakte een promotiefilmpje, waarin Alice en Battiato over een brug in Zierikzee wandelden, terwijl ze het liedje zingen. Italië werd in een veld van 19 landen met 70 punten gedeeld vijfde met België. Opmerkelijk is dat Italië slechts van negen van de achttien andere landen punten kreeg, waaronder echter wel tweemaal 12 punten en nog enkele andere hoge scores. Het lied werd een absolute evergreen.
Op Mondi lontanissimi (1985) stond het lied Risveglio di Primavera, geïnspireerd door het toneelstuk Frühlings Erwachen van de Duitse auteur Frank Wedekind.
Het album Nomadas (1987) bevatte een verzameling van zijn meest succesvolle nummers, herschreven in het Spaans, waaronder La era del jabalí blanco (L'era dell cinghiali bianco, Het tijdperk van het witte everzwijn). Fisiognomica, een album uit 1988 bevatte o.a. de liedjes E ti vengo a cercare en Nomadi (van Juri Camisasca). Veni l'autunnu (De herfst komt) is geschreven in het Siciliaans, maar de laatste strofe in het Arabisch. Voor zijn collega zanger Gianni Morandi schreef hij het lied Che cosa resterà di me. Op 18 maart 1989 gaf Franco Battiato een concert in de Sala Nervi te Rome in aanwezigheid van paus Johannes-Paulus II, enkele kardinalen en een publiek dat bestond uit jongeren uit de hele wereld. Hij zong er o.a. het het religieuze lied E ti vengo a cercare (Ik kom u halen). Datzelfde jaar verscheen het album Venuti dalle Madonie a cercar carbone van de New Wave groep Denovo uit Catania met de artistieke hulp van Franco Battiato. Er werd gezegd dat de openingszin van het nummer Mi viene un brivido door hem geschreven was.
Rond 1990 begon hij ook het schilderen te gebruiken als een vorm van artistieke expressie. Zijn schilderijen worden wereldwijd tentoongesteld. Veel voorkomende motieven zijn biddende Soefis of Derwisjen en alledaagse gezichten. Critici zien vooral een verwantschap met laat Byzantijnse kunst. Sommigen bespeuren ook invloeden uit de kunst van Indië en Perzië.
Sociale en politieke thema's komen in zijn muziek regelmatig aan bod, zoals in de teksten van Bandiera bianca (Witte vlag), Povera Patria, Radio Varsavia (Radio Warschau), Up Patriots to Arms, Lettera al governatore della Libia (Brief aan de gouverneur van Lybië, een vroegere Italiaanse kolonie), Ermeneutica, I'm That, Inneres Auge en 23 coppie di cromosomi. In Bandiera Bianca verwijst hij meermaals naar andere zangers. Mister Tamburino bijvoorbeeld slaat op Bob Dylan's Mr. Tambourine Man. De zin siamo figli delle stelle (we zijn kinderen van de sterren) verwijst naar de Italiaanse zanger Alan Sorrenti.
Povera Patria (Arm vaderland) is een zeer maatschappijkritisch lied, waarin hij Italië een land noemt dat verpletterd wordt door het machtsmisbruik van politici die geld stelen van de samenleving. Het bevat ook een aanklacht tegen de maffia. In interviews verklaarde hij meer dan eens dat hij geen hoge dunk had van de Italiaanse politieke klasse, waarvan een deel corrupt is, terwijl 5 tot 6 miljoen Italianen in armoede leven.
In december 1992 gaf hij een gratis concert in Bagdad. Hij bekritiseerde de economische sancties tegen Irak, omdat volgens hem het grootste slachtoffer van de sancties kinderen en de gewone bevolking waren in plaats van Saddam Hoessein en zijn regime. In 1994 gaf hij een concert in de Libanese stad Beiteddine. Alhoewel hij het meest succes had in Italië, trad hij ook op in Spanje en in Engeland (Londen). Battiato spreekt naast Italiaans ook Frans, Spaans, Arabisch en heeft noties van Engels en Latijn. Zijn interesse voor de Arabische wereld blijkt uit zijn reizen naar Tunesië en Egypte. Als tekstschrijver gebruikt hij zijn kennis van de klassiek Griekse, Romeinse en moderne kunst en filosofie. De teksten over universele thema's (menselijke relaties, de kosmos, dans, geloof, mystiek, egocentrisme, commercialisering en macht) bezorgde hem de bijnaam il maestro (de meester of de leraar) en een unieke positie in de Italiaanse popmuziek. Battiato leest graag en veel, zowel in zijn moedertaal als in het Spaans.
Battiato schreef enkele opera's zoals Genesi (1987) en Gilgamesh (1992). Voor de CD Café de la paix (1993) verwerkte Battiato uiteenlopende culturele en muzikale invloeden zoals klassieke mythologie, Arabische meditatietechnieken, boeddhistische filosofie, de dialoog tussen het christendom en de islam en Japanse poëzie.
Vanaf 1994 begon een creatieve samenwerking met de filosoof en dichter Manlio Sgalambro, ook een Siciliaan. De teksten die Sgalambro voor de albums van Battiato schreef bevatten vaak verwijzingen naar de werken van Heraclitus, Emil Cioran en Friedrich Nietzsche en andere denkers. Ze schreven samen teksten voor popsongs die verschenen op de albums (La Cura, L'ombrello e la macchina da cucire, L'imboscata, Gommalacca, Ferro battuto, Dieci stratagemmi, Il vuoto enz.). Op Ferro Battuto zingt Battiato een cover van Hey Joe, bekend door Jimi Hendrix.
In 1996 werd een live concert uitgezonden op de Italiaanse televisiezender RAI. Battiato maakte drie jaar later samen met Syusy Blady en Patrizio Roversi een reportage over zijn reis naar Nepal. De reis naar Nepal sloot aan bij zijn interesse voor de Tibetaanse cultuur en Battiato bleef drie maanden wonen in Kathmandu.
In het jaar 2000 leverde hij een bijdrage aan het album L'infinitamente piccolo van Angelo Branduardi met het nummer Il sultano di Babilonia e la prostituta.
In april 2002 bezocht hij samen met enkele kennissen de stad Sint-Petersburg in Rusland. Hij bezocht er het Hermitage Museum en de Prospettiva Nevski. Battiato was geInteresseerd in Russische filosofie. Battiato's album Fleurs 3 bereikte in september 2002 de eerste plaats in de Italiaanse hitparade. Het bevat een cover van Perduto amor, een lied dat Salvatore Adamo uitbracht in 1963 en Le tue radici (jouw wortels) van Alan Sorrenti. De zoektocht naar innerlijke wortels in het nummer van Sorrenti is een thema dat aansluit bij E ti vengo a cercare van Battiato. De albums Fleurs, Fleurs 3 en Fleurs 2 (in die volgorde) bevatten covers van vooral Italiaanse hits. Op het album Fleurs 2 werkte hij samen met Carmen Consoli, Anne Ducros, Sepideh Raissadat en Juri Camisasca en de Britse zangeres Antony Hegarty.
In mei 2003, ontving hij van de Italiaanse president Carlo Azeglio Ciampi de medaille voor verdiensten op cultureel en artistiek vlak (Medaglia ai benemeriti della cultura e dell'arte). In 2003 regisseerde hij zijn eerste film, Perdutoamor. Het scenario voor deze film schreef hij samen met Manlio Sgalambro. Battiato won hiermee de jaarlijkse filmonderscheiding Nastro d'Argento (Zilveren lint). De Nastro d'Argento wordt sinds 1946 jaarlijks toegekend door het Sindacato Nazionale Giornalisti Cinematografici Italiani (Italiaans Nationaal Verbond van Film Journalisten). Een kleine planetoïde, ontdekt in 1997, werd naar hem Battiato genoemd.
Hij regisseurde in 2005 de film Musikanten. Deze film (92 minuten) handelt over het leven van de Duitse componist Ludwig van Beethoven. De Chileense acteur Alejandro Jodorowsky vertolkte de rol van Beethoven. Een andere hoofdrol werd vertolkt door Sonia Bergamasco. Manlio Sgalambro zorgde voor de stem van de verteller. Niente è come sembra was zijn derde film. Ook deze film werd door critici positief onthaald. Hetzelfde jaar verscheen een verzameling nummers in het Spaans, La estación de los amores, die een CD met 19 liedjes bevatte én een DVD met 25 videoclips.
Battiato's CD van het jaar 2007 heette Il vuoto, verwijzend naar de mystieke leegte. Bij het lied Era l'inizio della primavera gebruikte hij muziek van Tsjaikovski. Franco Battiato zong de nummers Il vuoto en I giorni della monotonia buiten competitie op de 57e editie van het Festival van Sanremo. In 2009 stelde hij zijn schilderijen ten toon in Los Angeles en gaf er een concert. In hetzelfde jaar bracht hij het lied Tutto l'universo obbedisce all'amore, in duet met Carmen Consoli; met dezelfde beroemde singer-songwriter zong hij het nummer Marie ti amo, waarvan hij met haar de tekst geschreven had. Dit lied kwam op Consoli's album Elettra. Enveneens in 2009 zong hij de intro van de song Sembra il primo giorno van zijn collega Claudio Baglioni op diens album Q.P.G.A.
In opdracht van de stad Cosenza en het Teatro Rendano componeerde hij in 2011 een nieuwe opera, Telesio met een libretto van Manlio Sgalambro. Deze opera was geïnspireerd door het werk van Bernardino Telesio, een filosoof uit Cosenza. In 2011 zong hij weer in Sanremo en trad hij met een klassiek orkest op in Turijn en bracht de klassiekers uit zijn repertoire.

## Politiek en laatste optredens
Franco Battiato gaf toe dat hij eerder een kunstenaar was dan politicus. Over de euro verklaarde hij dat het vreemd is dat een sterke economie als de Deense geen deel werd van de eurozone, maar de Griekse, met de zwakke drachme wel. In 2012 aanvaardde hij een aanbod van de pas verkozen president van de Italiaanse regio Sicilië om de nieuwe regionale minister voor Toerisme,Sport en Cultuur te worden. Hij zei dit ambt zonder financiële vergoeding uit te zullen oefenen, maar werd na vijf maanden ontslagen toen hij in het Europese Parlement zei dat er hoeren in het parlement zaten. Hiermee viseerde hij niet de dames, maar alle Italiaanse parlementairen die niet het algemeen belang dienen.
Op 31 juli 2011 deed Battiato een optreden op het plein Piazza del Popolo in Ascoli Piceno, in de regio Marche. In 2013 deed hij een tournee in Italië met 35 optredens, gevolgd door een Europese tournee die hem naar Spanje (o.a. Madrid), Parijs (de Olympia), Londen (Barbican Center), Berlijn en Zürich en de BOZAR (Paleis voor Schone Kunsten) te Brussel bracht. Hetzelfde jaar deed hij nog een tour door de Verenigde Staten (New York), Canada (Toronto) en Argentinië (Buenos Aires (stad)).
In 2014 bracht hij een boek met DVD uit die niet over muziek ging maar in Italië toch bijzonder goed verkocht: Attraversando il Bardo. Bardo, een begrip uit het Tibetaans Boeddhisme heeft meerdere betekenissen, onder andere de toestand tussen wakker zijn en slapen en de overgang van leven naar dood. De ongewoon hoge verkoopcijfers waren een indicatie voor zijn populariteit.
Op 7 maart 2015 trad Battiato op in De Melkweg (cultureel centrum) te Amsterdam. Zowel in 2015 als in 2017 trad hij op in Spanje, waar hij een Spaanse vertaling van zijn hits zong. Hij bleef religieus op zoek: hij schreef een voorwoord voor Il catechismo buddhista, een traditioneel werk over het boeddhisme en het leven van Gotama Boeddha.
Van februari tot april 2016 traden Battiato en Alice tweeëndertig maal samen op in Italiaanse steden (o.a. in Rome). Ze werden begeleid door het Ensemble Symphonie Orkest. Haast elke avond was de zaal uitverkocht. Op 29 januari 2017 deed hij, duidelijk verzwakt, te Acireale (Sicilië), een kort gastoptreden in de show van zijn collega, de bekende Italiaanse zanger Renato Zero. In juni 2017 deed hij zijn laatste optredens in Italië, op de leeftijd van 72 jaar. Hij had zijn carrière willen verderzetten, maar moest stoppen, wegens ziekte.
In oktober 2019 kwam de Torneremo ancora uit, zowel op CD als in vinyl (lp). Het ging om eerdere opnamen met een symfonisch orkest en één nieuw liedje. Bij de promotie van dit laatste album maakte zijn manager Franco Cattini bekend dat Battiato niet meer zou optreden.

## Discografie

### Jaren 70
- Fetus (1971)
- La Convenzione (1971)
- Arrow Head (Bla Bla), als zanger bij de band Osage Tribe (1972)
- Pollution (album)|Pollution (1972)
- Sulle corde di Aries (1973)
- Clic (1974)
- M.lle le "Gladiator" (1975)
- Feed Back (1975)
- Battiato (1976)
- Juke Box (1977)
- L'Egitto prima delle sabbie (1978)
- L'era del cinghiale bianco (1979)

### Jaren 80
- Patriots (1980)
- La voce del Padrone (1981)
- L'arca di Noè (1982)
- Orizzonti perduti (1983)
- Mondi lontanissimi (1985)
- Echoes of Sufi Dances (1985)
- Genesi, een opera in drie akten (1987)
- Nomadas (1987)
- Battiato en español (1987)
- Fisiognomica (1988)
- Giubbe Rosse (1989)

### Jaren 90
- Come un cammello in una grondaia (1991)
- Caffè de la Paix (1993)
- Messa arcaica (1994, een opera)
- Unprotected (1994, live)
- L'ombrello e la macchina da cucire (1995)
- Il cavaliere dell'Intelletto (1995, een opera, niet uitgebracht op CD)
- Strani giorni / decline and fall of the Roman empire (1996, single)
- Battiato studio collection (1996, collection)
- 29 temas en español (1996)
- L'imboscata (1996)
- Shadow Light (1996)
- Battiato live collection (1997, live)
- Gommalacca (1998, studioalbum)
- Shock in my town/Stage door (demo)/La stagione dell'amore (live)/La cura (live), 1998, single)
- Fleurs (esempi affini di scritture e simili) (1999)

### 2000 en verder
- Campi magnetici (1 num3ri non 51 possono amar3) (2000)
- Ferro battuto (2001)
- Fleurs 3 (2002)
- Dieci stratagemmi (2004)
- Il vuoto (2007)
- Fleurs 2 (2008)
- Inneres Auge - Il tutto è più della somma delle sue parti (2009)
- Apriti sesamo (2012)
- Joe Patti's experimental group (2014)

### NPO Radio 2 Top 2000
| Nummer met noteringen in de NPO Radio 2 Top 2000 | '99 | '00 | '01  | '02  | '03  | '04  | '05  | '06  | '07  | '08  |
| ------------------------------------------------ | --- | --- | ---- | ---- | ---- | ---- | ---- | ---- | ---- | ---- |
| I treni di Tozeur (met Alice)                    | 975 | 884 | 1319 | 1409 | 1201 | 1316 | 1378 | 1755 | 1510 | 1454 |

1. ↑  Een vetgedrukt getal geeft de hoogste notering aan.
2. ↑  Deze tabel is bijgewerkt tot en met de laatste editie (2024).

## Filmografie
- Perdutoamor (2003)
- Musikanten (2005)
- Niente è come sembra (2007), alleen verschenen op dvd
- La sua figura (2007), documentaire over het leven van Giuni Russo
- Auguri don Gesualdo (2010), documentaire over het leven van Gesualdo Bufalino
- Attraversando il Bardo (2014), een combinatie van boek en film (DVD) over mystiek en zijn verblijf in Kathmandu.